# Vuelta al Algarve 2015
La 41.ª edición de la Vuelta al Algarve tuvo lugar del 18 al 22 de febrero de 2015 con un recorrido de 782,9 km, repartidos en 5 etapas, entre Lagos y Vilamoura.
La carrera formó parte del UCI Europe Tour 2015, dentro de la categoría 2.1.

## Equipos participantes
Tomaron parte en la carrera 21 equipos: 8 equipos de categoría UCI ProTeam; 4 de categoría Profesional Continental y 9 de categoría Continental. 
| Equipo                         | Cód. UCI | Categoría               |
| ------------------------------ | -------- | ----------------------- |
| Etixx-Quick Step               | EQS      | UCI ProTeam             |
| Movistar Team                  | MOV      | UCI ProTeam             |
| Katusha                        | KAT      | UCI ProTeam             |
| Cannondale-Garmin              | CGS      | UCI ProTeam             |
| Team LottoNL-Jumbo             | TLJ      | UCI ProTeam             |
| Lotto-Soudal                   | LTS      | UCI ProTeam             |
| Team Sky                       | SKY      | UCI ProTeam             |
| Wanty-Groupe Gobert            | WGG      | Profesional Continental |
| RusVelo                        | RVL      | Profesional Continental |
| Bora-Argon 18                  | BOA      | Profesional Continental |
| Caja Rural-Seguros RGA         | CJR      | Profesional Continental |
| ActiveJet Team                 | AJT      | Continental             |
| Murias Taldea                  | MUR      | Continental             |
| W52-Quinta da Lixa             | W52      | Continental             |
| Efapel                         | EFP      | Continental             |
| LA Aluminios-Antarte           | LAA      | Continental             |
| Louletano-Ray Just Energy      | LRJ      | Continental             |
| Radio Popular-Boavista         | RPB      | Continental             |
| Team Tavira                    | TAV      | Continental             |
| Optum-Kelly Benefit Strategies | OPM      | Continental             |

## Etapas

### Etapa 1, 18-02-2014:Lagos–Albufeira, 160 km
|   | Ciclista        | Equipo              | Tiempo          |
| - | --------------- | ------------------- | --------------- |
| 1 | Gianni Meersman | Etixx-Quick Step    | 4 h 13 min 53 s |
| 2 | Ben Swift       | Sky                 | m.t.            |
| 3 | Paul Martens    | Team LottoNL-Jumbo  | m.t.            |
| 4 | Roy Jans        | Wanty-Groupe Gobert | m.t.            |
| 5 | Zdeněk Štybar   | Etixx-Quick Step    | m.t.            |

|   | Ciclista        | Equipo              | Tiempo          |
| - | --------------- | ------------------- | --------------- |
| 1 | Gianni Meersman | Etixx-Quick Step    | 4 h 13 min 53 s |
| 2 | Ben Swift       | Sky                 | a 4 s           |
| 3 | Joni Brandão    | Efapel              | a 5 s           |
| 4 | Paul Martens    | Team LottoNL-Jumbo  | a 6 s           |
| 5 | Roy Jans        | Wanty-Groupe Gobert | a 10 s          |

### Etapa 2, 19-02-2014:Lagoa-Monchique, 166,7 km
|   | Ciclista          | Equipo   | Tiempo          |
| - | ----------------- | -------- | --------------- |
| 1 | Geraint Thomas    | Sky      | 4 h 59 min 13 s |
| 2 | Rein Taaramäe     | Astana   | a 19 s          |
| 3 | Valerio Agnoli    | Astana   | m.t.            |
| 4 | Luis León Sánchez | Astana   | m.t.            |
| 5 | Rubén Fernández   | Movistar | m.t.            |

|   | Ciclista           | Equipo           | Tiempo          |
| - | ------------------ | ---------------- | --------------- |
| 1 | Geraint Thomas     | Sky              | 9 h 12 min 56 s |
| 2 | Rein Taaramäe      | Astana           | a 30 s          |
| 3 | Zdeněk Štybar      | Etixx-Quick Step | a 33 s          |
| 4 | Michał Kwiatkowski | Etixx-Quick Step | a 33 s          |
| 5 | Luis León Sánchez  | Astana           | a 33 s          |

### Etapa 3, 20-02-2014:Vila do Bispo–Cabo de San Vicente, 19 km (CRI)
|   | Ciclista           | Equipo           | Tiempo      |
| - | ------------------ | ---------------- | ----------- |
| 1 | Tony Martin        | Etixx-Quick Step | 21 min 51 s |
| 2 | Adriano Malori     | Movistar         | m.t.        |
| 3 | Geraint Thomas     | Sky              | a 3 s       |
| 4 | Michał Kwiatkowski | Etixx-Quick Step | a 33 s      |
| 5 | Anton Vorobyev     | Katusha          | a 19 s      |

|   | Ciclista           | Equipo           | Tiempo          |
| - | ------------------ | ---------------- | --------------- |
| 1 | Geraint Thomas     | Sky              | 9 h 34 min 50 s |
| 2 | Tony Martin        | Etixx-Quick Step | a 30 s          |
| 3 | Michał Kwiatkowski | Etixx-Quick Step | a 39 s          |
| 4 | Rein Taaramäe      | Astana           | a 53 s          |
| 5 | Luis León Sánchez  | Astana           | a 1 min 2 s     |

### Etapa 4, 21-02-2013:Tavira–Alto do Malhão, 217,7 km
|   | Ciclista           | Equipo                                      | Tiempo          |
| - | ------------------ | ------------------------------------------- | --------------- |
| 1 | Richie Porte       | Sky                                         | 5 h 55 min 34 s |
| 2 | Michał Kwiatkowski | Etixx-Quick Step                            | a 3 s           |
| 3 | Ion Izagirre       | Movistar                                    | a 6             |
| 4 | Geraint Thomas     | Sky                                         | a 9 s           |
| 5 | Michael Woods      | Optum presented by Kelly Benefit Strategies | a 13 s          |

|   | Ciclista           | Equipo           | Tiempo           |
| - | ------------------ | ---------------- | ---------------- |
| 1 | Geraint Thomas     | Sky              | 15 h 30 min 33 s |
| 2 | Michał Kwiatkowski | Etixx-Quick Step | a 27 s           |
| 3 | Tiago Machado      | Katusha          | a 1 min 11 s     |
| 4 | Richie Porte       | Sky              | a 1 min 14 s     |
| 5 | Luis León Sánchez  | Astana           | a 1 min 18 s     |

### Etapa 5, 22-02-2014:Almodôvar–Vilamoura, 184,3 km
|   | Ciclista         | Equipo           | Tiempo          |
| - | ---------------- | ---------------- | --------------- |
| 1 | André Greipel    | Lotto-Soudal     | 4 h 15 min 40 s |
| 2 | Tom Van Asbroeck | Lotto NL-Jumbo   | m.t.            |
| 3 | Rüdiger Selig    | Katusha          | m.t.            |
| 4 | Gianni Meersman  | Etixx-Quick Step | m.t.            |
| 5 | Phil Bauhaus     | Bora-Argon 18    | m.t.            |

|   | Ciclista           | Equipo           | Tiempo           |
| - | ------------------ | ---------------- | ---------------- |
| 1 | Geraint Thomas     | Sky              | 19 h 47 min 33 s |
| 2 | Michał Kwiatkowski | Etixx-Quick Step | a 27 s           |
| 3 | Tiago Machado      | Katusha          | a 1 min 11 s     |
| 4 | Richie Porte       | Sky              | a 1 min 14 s     |
| 5 | Luis León Sánchez  | Astana           | a 1 min 18 s     |

## Clasificaciones finales

### Clasificación general
| Posición | Ciclista           | Equipo           | Tiempo           |
| -------- | ------------------ | ---------------- | ---------------- |
|          | Geraint Thomas     | Sky              | 19 h 47 min 33 s |
| 2.º      | Michał Kwiatkowski | Etixx-Quick Step | a 27 s           |
| 3.º      | Tiago Machado      | Katusha          | a 1 min 11 s     |
| 4.º      | Richie Porte       | Sky              | a 1 min 14 s     |
| 5.º      | Luis León Sánchez  | Astana           | a 1 min 18 s     |
| 6.º      | Rein Taaramäe      | Astana           | a 1 min 19 s     |
| 7.º      | Sergei Chernetski  | Katusha          | a 1 min 32 s     |
| 8.º      | Alberto Losada     | Katusha          | a 1 min 55 s     |
| 9.º      | Rubén Fernández    | Movistar         | a 2 m 4 s        |
| 10.º     | Ion Izagirre       | Movistar         | a 2 m 21 s       |

### Clasificación por puntos
| Posición | Ciclista           | Equipo           | Puntos |
| -------- | ------------------ | ---------------- | ------ |
|          | Geraint Thomas     | Sky              | 38     |
| 2.º      | Gianni Meersman    | Lotto-Soudal     | 38     |
| 3.º      | Michał Kwiatkowski | Etixx-Quick Step | 38     |
| 4.º      | Richie Porte       | Sky              | 25     |
| 5.º      | André Greipel      | Lotto-Soudal     | 25     |

### Clasificación de la montaña
| Posición | Ciclista         | Equipo | Tiempo |
| -------- | ---------------- | ------ | ------ |
|          | Richie Porte     | Sky    | 25     |
| 2.º      | Davide Malacarne | Astana | 9      |
| 3.º      | Geraint Thomas   | Sky    | 9      |

### Clasificación de los jóvenes
| Posición | Ciclista       | Equipo            | Puntos           |
| -------- | -------------- | ----------------- | ---------------- |
|          | Davide Formolo | Cannondale-Garmin | 19 h 47 min 33 s |
| 2.º      | Marc Soler     | Movistar          | a 49 s           |
| 3.º      | Tiesj Benoot   | Lotto-Soudal      | a 59 s           |

### Clasificación por equipos
| Posición | Equipo   | Tiempo           |
| -------- | -------- | ---------------- |
|          | Katusha  | 59 h 22 min 23 s |
| 2.º      | Astana   | a 2 m 5 s        |
| 3.º      | Movistar | a 2 m 21 s       |

## Evolución de las clasificaciones
| Etapa (Vencedor)              | Clasificación general | Clasificación por puntos | Clasificación de la montaña | Clasificación de los jóvenes | Clasificación por equipos |
| ----------------------------- | --------------------- | ------------------------ | --------------------------- | ---------------------------- | ------------------------- |
| 1.ª etapa (Gianni Meersman)   | Gianni Meersman       | Gianni Meersman          | Mario González Salas        | Davide Formolo               | Etixx-Quick Step          |
| 2.ª etapa (Geraint Thomas)    | Geraint Thomas        | Geraint Thomas           | Geraint Thomas              | Sebastián Henao              | Sky                       |
| 3.ª etapa (CRI) (Tony Martin) | Geraint Thomas        | Geraint Thomas           | Geraint Thomas              | Sebastián Henao              | Etixx-Quick Step          |
| 4.ª etapa (Richie Porte)      | Geraint Thomas        | Geraint Thomas           | Richie Porte                | Davide Formolo               | Katusha                   |
| 5.ª etapa (André Greipel)     | Geraint Thomas        | Geraint Thomas           | Richie Porte                | Davide Formolo               | Katusha                   |
| Clasificación final           | Geraint Thomas        | Geraint Thomas           | Richie Porte                | Davide Formolo               | Katusha                   |